# Universisme
Le Mouvement universiste, né aux États-Unis en 2003, rassemble des libres-penseurs  qui luttent pour le changement dans la société et s'efforcent de fonder une communauté d'esprits libres. Il est fondé sur le concept suivant : les athées, agnostiques, déistes, panthéistes, et transcendantalistes, peuvent partager les mêmes exigences de rationalité et d'incertitude. Cette base commune peut servir, selon le fondateur du mouvement, Ford Vox, de fondation à une coalition dirigée contre les religions basées sur la foi et le dogme, qu'il juge intrinsèquement irrationnelles et dangereuses pour l'humanité. Vox a défini les principes de l'universisme ; ceux-ci associent les philosophies du post-modernisme et du relativisme.
Les universistes promeuvent les idées suivantes : la suprématie de la science et de ses méthodes, le relativisme moral, l'humanisme, l'incertitude concernant les questions auxquelles la science ne peut répondre est non seulement acceptable, mais aussi désirable. On peut, en une seule phrase, résumer ce qu'est un universiste : « Les universistes utilisent leur raison et leur expérience individuelles pour répondre aux questions fondamentales de l'existence humaine ; ils trouvent leur inspiration dans la naturelle incertitude de la condition humaine, et réfutent la validité de toute révélation, foi ou dogme. »
Bien que le mouvement universiste (appelé au départ « Universistes associés ») ait débuté à Birmingham, en Alabama, il est parvenu à attirer l'attention, à susciter la controverse, à rassembler des membres de différents pays grâce à un site web incisif, quelque peu provocateur. Celui-ci a comporté notamment des images du World Trade Center en flammes et des croix incandescentes, qui font partie des méthodes dynamiques utilisées par les universistes pour se faire connaître. Grâce au site Meetup.com, il organise des rencontres mensuelles d'universistes dans de nombreuses villes à travers le monde. Il organise aussi des discussions en ligne avec des auteurs bien connus outre-Atlantique tels que John Horgan, auteur de « Rational Mysticism : Spirituality meets science in the Search for Enlightment », et Sam Harris, auteur de « The End of Faith : Religion, Terror, and the Future of Reason ». Le nombre de membres, selon le mouvement, est de 7000, correspondant au nombre de personnes qui ont affirmé, sur le site de Vox, qu'elles adhéraient aux principes universistes et affirmaient être elles-mêmes universistes.
Grâce à Internet et à son penchant pour la controverse, le mouvement universiste a attiré l'attention de ses adversaires, les chefs religieux, et les médias. En 2004, un professeur du Focus on the Family Institute, le Dr Chris Leland, a régulièrement commencé d'utiliser le forum universist.org pour présenter à ses étudiants les conceptions du monde opposées aux leurs. La même année, le « Pluralism Project », à Harvard, un projet du Comité de Harvard pour l'étude de la religion, a placé l'universisme dans une liste de philosophies non-religieuses. De façon similaire, les médias ont commencé à couvrir les universistes en 2004. Les universistes ont fait la couverture du magazine Birmingham weekly ; la BBC et le New York Times les ont présentés[réf. nécessaire]. En 2005, le mouvement fut présenté par Fox News Live, et eut droit à deux heures de temps d'antenne dans le Lars Larson Show, sur Westwood One, le 25 février 2005.